# Downeshelea xanthogonua
Downeshelea xanthogonua är en tvåvingeart som först beskrevs av Tokunaga 1963.  Downeshelea xanthogonua ingår i släktet Downeshelea och familjen svidknott. Inga underarter finns listade i Catalogue of Life.